# Gōshi
Gōshi (jap. hiragana ごし), pojam kojim se označavalo "samuraje seljake". Ovime se prvo označavalo samuraje koji su morali opskrbljivati si sredstva za ratnu opremu iz prihoda s vlastite zemlje kad je to bilo potrebno.